# Ryōnen Gensō
Ryōnen Gensō (了然元総?, Ryōnen Gensō; Kyoto, 1646 – 1711) è stata una monaca buddista e artista giapponese.

## Biografia
Ryōnen Gensō nacque nel 1646 nei pressi del tempio imperiale Sen'yū-ji di Kyoto da una famiglia di origine nobile. Il padre Katsurayama Tamehisa, discendente del famoso guerriero Takeda Shingen, era un importante e acculturato laico dello Zen Rinzai, famoso per la sua conoscenza della calligrafia, Cha no yu (cerimonia del tè) e antichi dipinti. Sua madre serviva la corte della famiglia Konoe. 
Già da bambina Ryōnen Gensō seguì le orme della madre e lavorò presso la corte imperiale, dove diventò amica dei nipoti di Tōfukumon'in e venne a contatto con la calligrafia e la poesia waka. Anche dopo il suo lavoro a corte decise di continuare a coltivare la sua passione per la poesia.
All'età di diciassette o diciotto anni venne data in sposa al medico e studioso confuciano Matsuda Bansui con il quale ebbe diversi figli. Dopo dieci anni di matrimonio decise di diventare monaca lasciando la sua famiglia alle cure delle concubine. Inizialmente entrò nel tempio imperiale femminile Rinzai Hōkyō-ji di Kyoto dove trascorse sei anni della sua vita per poi trasferirsi a Edo per approfondire i suoi studi di buddismo Zen. Inizialmente incontrò il monaco Obaku Tetsugyū presso il tempio Kōfuku-ji che però non la volle nel suo tempio perché ritenuta troppo bella e causa di distrazione. Decise così di tentare la fortuna al tempio Daykyūan dove conobbe Haku-ō Dōtai, il quale però non poté accettarla sempre a causa della sua bellezza. Ryōnen Gensō decise così di agire in una maniera che le diede immediata fama: si bruciò il viso utilizzando un utensile in metallo rovente per rovinare la sua bellezza che tanto le era stata da ostacolo. Il suo atto ebbe così tanto successo da impressionare Haku-ō Dōtai e assicurarle un posto presso il Daikyū-an dove nel 1682 raggiunse l'illuminazione. 
Con la morte del suo mentore Haku-ō Dōtai nel 1682, Ryōnen Gensō decise di costruire un tempio in suo onore. Nel 1693 le fu ceduto un terreno a Ochiai, alle porte di Edo, dove rinnovò l'antico tempio Renjōin. Questo tempio poi cambiò nome in Taiunji e diventò un centro presso il quale venivano insegnate le varie arti ai bambini dei villaggi vicini.
Ryōnen Gensō morì nel 1711 all'età di 65 anni.

## Carriera artistica
Ryōnen Gensō fu celebrata soprattutto per i traguardi culturali raggiunti nell'ambito della poesia, calligrafia e pittura, che la resero nota come una delle donne più talentuose del periodo Edo. La pur rara produzione calligrafica sia di poemi tradizionali giapponesi che cinesi è rappresentata con uno stile di scrittura vivido. 
Il suo stile di scrittura giapponese ha delle somiglianze con quello del famoso calligrafo del XVII secolo Shōkadō Shōjō. Entrambi utilizzavano sia la tecnica delle pennellate leggere che delle pennellate molto scure e marcate eseguite con il solo inchiostro nero. Nei suoi scritti cinesi, Ryōnen Gensō utilizzava pennellate scure e più spesse proprio come quelle solitamente utilizzate dai monaci Zen Obaku. In generale lo stile di Ryōnen si caratterizza per un'inconfondibile intensità e un certo vigore nelle pennellate.
Nel 1691 completò una collezione di waka intitolata "Wakamurasaki", purtroppo non più rinvenibile. 
Oltre che comporre poesia, Ryōnen Gensō si dilettava a dipingere. Tra le sue opere più rilevanti sono importanti i ritratti degli Obaku giapponesi in stile chinsō.